# Anicka van Emden
Anicka van Emden (10 dicembre 1986) è una judoka olandese.

## Palmarès
- Giochi olimpici

Rio de Janeiro 2016: bronzo nei 63 kg.
- Mondiali

Parigi 2011: bronzo nei 63 kg.
Rio de Janeiro 2013: bronzo nei 63 kg.
- Europei

Istanbul 2011: argento nei 63 kg.
Montpellier 2014: bronzo nei 63 kg.